# چگالی‌سنجی

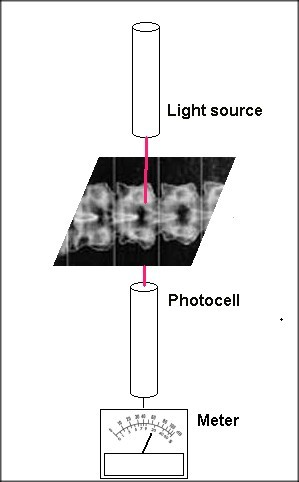
نمایی از شماتیک ایدهٔ اندازه‌گیری چگالی‌سنجی

چگالی سنجی (انگلیسی: Densitometry) یک روش اندازه‌گیری کمّیِ چگالی نور در مواد حساس به نور است، مانند ورق عکاسی ورق عکاسی یا فیلم عکاسی، به دلیل قرار گرفتن در معرض نور است.
چگالی نور ناشی از تاریکی‌های تشکیل دهندهٔ یک تصویر است و می‌تواند به‌طور واضح به عنوان تعداد نقاط تاریک (به عنوان مثال دانه‌های نقره ای در فیلم) در یک منطقه مشخص بیان شود، اما معمولاً این مقدار نسبی است که در یک مقیاس بیان شده‌است.
از آنجایی که تراکم معمولاً با کاهش میزان نور که از طریق یک فیلم شفاف درخشان می‌شود، اندازه‌گیری می‌شود، همچنین جذب سنجی نامیده می‌شود، اندازه‌گیری جذب نور از طریق محیط. دستگاه اندازه‌گیری مربوطه یک چگالی سنج (جذب سنج) نامیده می‌شود. لگاریتم دهدهی (پایه ۱۰) تقارن انتقال، جذب یا چگالی نامیده می‌شود. [۱]